# 40. slavonska divizija NOVJ-a
40. slavonska divizija NOVJ-a formirana je 15. srpnja 1944. godine. Pri osnivanju u njen sastav su ušle Šesnaesta omladinska brigada „Joža Vlahović“ i Osamnaesta slavonska brigada NOVJ-a. Bila je u sastavu Šestog slavonskog korpusa. Zapovjednik divizije od formiranja do prosinca 1944. bio je Veljko Kovačević, a poslije njega Savo Miljanović.

## Borbeni put divizije
Krajem srpnja 1944., vojno je djelovala u Daruvarskoj kotlini. S Dvanaestom i 28. slavonskom divizijom sudjelovala je u oslobođenju Badljevine 2. kolovoza, Končanice 9. kolovoza i Grubišnog Polja 18. kolovoza.
U njen sastav ušla je, 28. kolovoza, Virovitička brigada NOVJ-a. Divizija je tada imala oko 4700 boraca. Pošto se prebacila u područje Požege, vodila je do sredine rujna borbe u tom kraju, a od tada ponovno u Daruvarskoj kotlini, gdje je 14. rujna oslobodila Pakrac i Lipik, a 16. rujna Daruvar. U borbama 25. i 26. rujna oslobodila je Slatinu, a početkom listopada sudjelovala je s postrojbama Desetog korpusa i Dvanaeste divizije u oslobođenju Virovitice i Pitomače. 
Sudjelovala je u borbama oko Koprivnice s 13 na 14. do 16. listopada, poslije čega je upućena na željezničku prugu Banova Jaruga–Batrina, gdje je djelovala do početka studenog, a zatim se prebacila na put Našice–Osijek.
U borbama od 18. do 28. studenog nije uspjela zauzeti Našice, ali je 2. prosinca oslobodila Pleternicu. Toga dana, njeni dijelovi upali su i u Požegu, zauzeli tvornicu špirita, bolnicu i nekoliko utvrđenih zgrada, ali su se ubrzo povukli. Krajem prosinca 1944., u sastsvu divizije bilo je 6278 boraca.
Do početka siječnja 1945., vršila je diverzije na komunikaciji Pleternica–Našice–Osijek. Od siječnja do početka travnja, zajedno s postrojbama Desetog zagrebačkog korpusa, djelovala je u području Koprivnice i Bjelovara, sudjelujući u operacijama s postrojbama Treće armije. Divizija je 31. siječnja dobila naziv udarna.
U završnim operacijama JA, probijajući se preko Papuka i Požeške kotline u susret postrojbama Prve i Treće armije JA, divizija je u prvoj polovini travnja, poslije višednevnih teških borbi protiv njemačkih snaga kod Našica i Podgorača, zajedno s Dvanaestom divizijom onemogućila Nijemcima organizaciju obrane u oko tih mjesta. U drugoj polovini travnja, sudjelovala je u oslobođenju Našica, Kutjeva i Vetova, a zatim je 21. travnja ušla u sastav Treće armije JA. Zajedno s 36. vojvođanskom divizijom oslobodila je 1. svibnja Grubišno Polje, a zatim sudjelovala u potjeri za neprijateljskim snagama pravcem Križevci–Hum–Lepoglava–Ptujska gora.

## Vanjske poveznice
- Vojska.net: 40th Slavonian Division
- Vojska.net: Četrdeseta slavonska divizija NOVJ